# Gérard Ducarouge
Gérard Ducarouge (Volesvres, 23 ottobre 1941 – Neuilly-sur-Seine, 19 febbraio 2015) è stato un ingegnere francese.

## Biografia
Alle scuole superiori, decise di basare i suoi studi su indirizzi tecnici e matematici.
Successivamente conseguì la laurea in ingegneria aeronautica, presso l'École National Technique d'Aéronautique.
Il suo primo impiego (1964), fu presso la Nord Aviation, una società francese che si occupava di progettazione e costruzione di aeromobili, prevalentemente destinati al campo militare.
Perlopiù, si occupò di sviluppare progetti missilistici.
In seguito lavorò anche allo sviluppo di auto di Formula 3, Formula 2 e prototipi da alte prestazioni.
Tuttavia, è diventato noto, come progettista di automobili da corsa, soprattutto di Formula 1.

### Matra (1966 - 1974)
Nel 1966 venne assunto nella squadra corse della Matra dove iniziò a lavorare su vari telai da competizione.
Il 1968 è l'anno del debutto in Formula 1 con i telai MS 10 forniti alla scuderia Tyrrell e con la Matra MS 11 progettata in coppia con Bernard Boyer che, avvalendosi dello scozzese Jackie Stewart come prima guida, riuscirà a collezionare 3 vittorie, il secondo posto nella classifica piloti ed il terzo assoluto in quella costruttori.
Il 1969 è l'anno del trionfo nel mondiale Formula 1, il progetto Matra MS80 motorizzata Ford e nata, come la vettura precedente, in collaborazione con Boyer, si aggiudicherà sia il titolo costruttori sia il titolo piloti proprio con Jackie Stewart che si imporrà con sei successi stagionali, dimostrando in alcuni GP una superiorità tecnica netta nei confronti degli avversari di turno.
Dopo i successi del 1969 la Matra iniziò una fase di declino che terminò con il ritiro dalla Formula 1 nel 1972 dopo un'altra stagione deludente con un ottavo posto finale in classifica costruttori.
È proprio in questo periodo che Matra decide di concentrare le proprie risorse nel Campionato Sport Prototipi ed è il 1972 quando la Matra-Simca con il telaio MS670s sviluppato da Ducarouge riesce ad aggiudicarsi la 24 ore di Le Mans con la coppia Graham Hill-Henri Pescarolo.
I due anni seguenti saranno ricchi di successi per le vetture dell'ingegnere francese, il 1973 si conclude con la vittoria della Matra-Simca sia nella 24 ore di Le Mans (Pescarolo-Larrousse) sia nella classifica finale del Mondiale Costruttori, il 1974 riuscirà ad essere ancora migliore confermandosi di nuovo nella prestigiosa gara francese, sempre con la coppia Pescarolo-Larrousse, ed aggiudicandosi il Mondiale Costruttori con 9 vittorie sulle 10 gare del calendario.

### Ligier (1975 - 1981)
Dopo aver sbancato nel Campionato Prototipi Matra decide di ritirarsi ed annuncia l'acquisto della sezione corse da parte di Guy Ligier che intende ridare in mano a Ducarouge un progetto per entrare in Formula 1.
Ducarouge inizia così a lavorare sul progetto Ligier JS5 che debuttò nel Campionato Formula 1 nel 1976 con motore Matra, pilotata da Jacques Laffite che ottenne tre podi ed una pole position.
L'anno seguente con la JS7 ci sarà per il progettista la soddisfazione della prima vittoria Ligier-Matra che con Laffite si aggiudicò il Gp di Svezia. Risultati un po' più opachi nel 1978, la JS9 conquisterà due podi e qualche piazzamento ma nessun risultato di spicco.
Nel 1979 le sue JS11 motorizzate Ford saranno tra le protagoniste di quel mondiale. L'ingegnere francese riprenderà con successo il famoso effetto suolo già sperimentato dalla Lotus trionfatrice del 1978, rivisitandolo e "vestendolo" con un telaio che sarà un compromesso in termini aerodinamici tra innovazione ed essenzialità, senza gli estremismi delle ali adottate con deludenti risultati dalla Lotus nel 1979. Le Ligier JS 11 con Jacques Laffite e Patrick Depailler saranno le vetture da battere nella prima metà della stagione per poi calare a vantaggio di Williams e soprattutto Ferrari (che continueranno con più forza nello sviluppo delle loro monoposto), così da classificarsi quarta nella classifica piloti con Laffite e terza assoluta nel Mondiale Costruttori con 3 successi.
Il 1980 sarà la volta della Ligier JS11/15 con motore Ford che, con i piloti Laffite e Didier Pironi, si accontenterà di raccogliere le briciole dietro alla vincitrice finale Williams, concludendo la stagione con 2 successi che le garantiranno comunque il secondo posto nella classifica Costruttori.
Il 1981 è l'ultimo anno di Ducarouge alla Ligier che lasciato il motore Ford ritorna al Matra. La stagione è travagliata e la scuderia può contare solo su Laffite che alla fine con due successi stagionali ed altri cinque podi resterà comunque in lizza per il mondiale piloti fino all'ultima gara.

### Alfa Romeo (1982)
Nel corso del 1981 il "Duca" (così sarà soprannominato da adesso in poi il progettista francese) si trasferisce all'Autodelta dove inizierà a lavorare sul telaio Alfa Romeo 179 per poi sviluppare il telaio 182 per la stagione 1982 che sarà però magra in termini di risultati.
Ad inizio 1983 il sodalizio con l'Alfa Romeo si conclude con l'abbandono di Ducarouge che viene rimpiazzato da Luigi Marmiroli.

### Lotus (1983 - 1988)
Per Ducarouge si aprono allora le porte di uno dei più prestigiosi team di Formula 1, approda infatti in Inghilterra alla corte del Team Lotus che orfano di Colin Chapman, morto nel dicembre 1982, vuole un sostituto capace di risollevare le sorti della squadra dopo un inizio del 1983 disastroso. Quella del progettista francese è una vera gara contro il tempo che coronerà con la Lotus 94T, vettura concepita in sole cinque settimane di lavoro. L'anno è chiaramente all'insegna della transizione e bisognerà aspettare il 1984 per rivedere una vettura competitiva in grado di lottare ad alti livelli.
Nel 1984 oltre alla Lotus F1 95T verrà seguito anche un progetto per correre in Formula Indy, il telaio 96T che però verrà accantonato. Il campionato di Formula 1 si conclude con il terzo posto nella classifica piloti di Elio De Angelis che porterà la sua Lotus quattro volte sul podio.
Nel 1985 arriva alla corte di Ducarouge l'astro nascente della Formula 1 Ayrton Senna, che con il progettista francese formerà una coppia formidabile per la ricerca maniacale della velocità allo stato puro. Le spiccate doti velocistiche impresse dal pilota brasiliano e coadiuvate dalle qualità della vettura di Ducarouge daranno vita ad un vero rullo compressore delle qualifiche che faranno la storia di un biennio. Tra il 1985 ed 1986 le "furie nero-oro" si aggiudicheranno ben 16 Pole Position su 32 gare di calendario (17 di Senna ed 1 di De Angelis). Il tallone d'Achille delle velocissime monoposto inglesi sarà però l'affidabilità in gara a causa della fragilità del cambio e del potente propulsore Renault, che priveranno alla scuderia di confermare la supremazia mostrata nei giri di qualificazione. Arriveranno comunque in questi due anni 5 successi, con la quarta posizione di Senna nel Campionato Piloti e la terza posizione della Lotus in quello Costruttori sia nel 1985 che nel 1986.
Il 1987 è l'anno della svolta in casa Lotus; la livrea nero-oro della JPS viene sostituita dal nuovo sponsor Camel e la monoposto diventa giallo-blu. Vengono abbandonati anche i motori Renault ed arrivano i più performanti 6 cilindri turbo dell'Honda. Ducarouge propone una vettura totalmente rivoluzionata rispetto alla precedente, a partire dalle "sospensioni attive" che debuttano per la prima volta in Formula 1. Tali sospensioni, riprese poi con successo dalla Williams nei primi anni '90, venivano gestite da un sistema di centraline che in funzione della pista e della velocità mantenevano invariata l'altezza da terra della monoposto. La vettura risulterà poco performante in termini velocistici e si adatterà meglio invece sui circuiti più lenti. I risultati sono comunque al di sotto delle aspettative, in quanto il peso della vettura ed il motore privato della potenza originale, "assorbito" dal sistema "sospensioni attive", rendono la 99T una vettura non all'altezza della Williams che si aggiudicherà entrambi i mondiali. Arriveranno comunque due importanti successi di Ayrton Senna sui circuiti cittadini di Montecarlo e Detroit e altri sei podi del pilota paulista che gli varranno il terzo posto finale nella classifica piloti.
Il 1988, con la partenza dell'asso brasiliano Senna, passato in McLaren, è un anno avaro di soddisfazioni; con la 100T i risultati non arrivano ed anche lo stesso Team Lotus non sembra reggere il passo dei tempi, e quindi Ducarouge lascia la squadra.

### Il ritorno in Francia: Lola-Larrousse, Ligier (1989 - 1994)
Torna in Francia nel 1989 approdando alla Lola-Larrousse dove lavorerà sulle monoposto fino alla fine del 1990. L'anno dopo segnerà il ritorno del progettista francese alla Ligier dove rimarrà fino a metà 1994 in veste di direttore tecnico.
È proprio in questo anno che Ducarouge, profondamente turbato dai tragici eventi di Imola, che videro la prematura scomparsa del suo pupillo e grande amico Ayrton Senna, decide di abbandonare in maniera brusca il mondo della Formula 1.

### Dopo la F1 (1994-oggi)
Negli anni seguenti torna in Matra a capo del progetto Renault Espace F1, programma di macchina dotata di un motore Renault v10 F1.
Successivamente fu per qualche tempo il Direttore di sviluppo internazionale di Matra Automobiles.
Dal settembre 2007 divenne Presidente Onorario del Club Lotus France.
È morto il 19 febbraio 2015 presso l'ospedale di Neuilly-sur-Seine all'età di 73 anni a causa di una malattia.